# Nadira Banu Begum
Nadira Banu Begum (Merta, 14 marzo 1618 – Passo Bolan, 6 giugno 1659) è stata una principessa indiana  della dinastia Moghul. Figlia del principe Parviz Mirza, sposò suo cugino, l'erede apparente Dara Shikoh. Tuttavia, Dara fu coinvolto in una guerra civile contro il fratello minore Aurangzeb e fu da lui sconfitto e ucciso qualche mese dopo la morte della stessa Nadira.

## Biografia
Nadira Banu Begum nacque a Merta il 14 marzo 1618, dal principe Parviz Mirza, secondogenito dell'imperatore Moghul Jahangir, e dalla consorte Jahan Banu Begum, a sua volta una principessa Moghul in quanto figlia di Murad Mirza, fratellastro di Jahangir. Rimase orfana di padre nel 1626. 

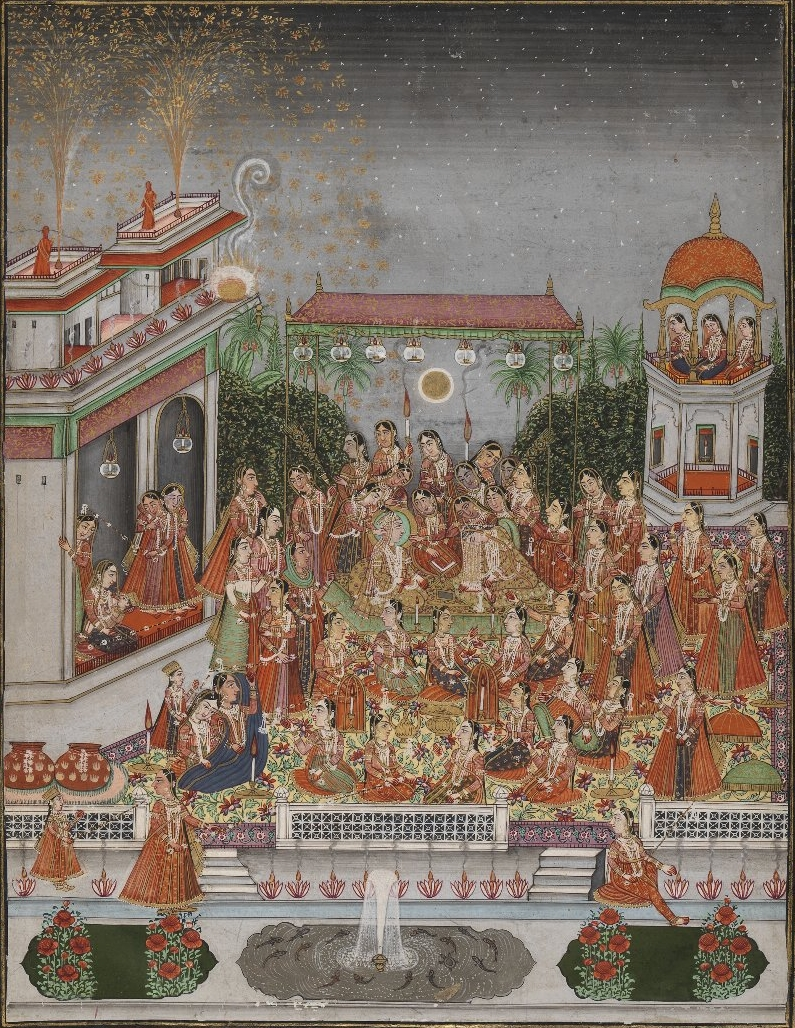
Matrimonio di Nadira Begum e Dara Shikoh

Nel 1630, fu promessa in sposa a Dara Shikoh, figlio maggiore dell'imperatore Shah Jahan, fratellastro di suo padre salito al trono nel 1628, e di Mumtaz Mahal. Tuttavia, i preparativi del matrimonio furono interrotti quando l'anno seguente Mumtaz Mahal morì di parto, lasciando Shah Jahan in una profonda depressione, e furono ripresi solo mesi dopo, grazie all'intercessione di Jahanara Begum, la figlia maggiore, nonché prediletta, dell'imperatore. Nadira e Dara si sposarono l'11 febbraio 1633 ad Agra, con una cerimonia nikah eseguita poco dopo la mezzanotte. La devozione dei due sposi l'uno all'altra fece sì che Dara rinunciasse alla poligamia tipica della dinastia Moghul, e fino alla sua morte non prese né altre mogli né concubine, rimanendo fedele a Nadira. Dal matrimonio nacquero quattro figli e tre figlie, ma solo tre sopravvissero fino all'età adulta. 
Forte dell'amore di suo marito, Nadira ricoprì un ruolo di alto rango fra le donne imperiali, seconda solo a Jahanara Begum, che dopo la morte della madre aveva assunto il ruolo di prima dama dell'Impero. Le due, che erano molto vicine, condividevano il privilegio di emettere farman e nishans. Durante la guerra per il trono che nel 1658 contrappose Dara a suo fratello minore Aurangzeb, Jahanara si schierò con Nadira e suo marito, anche se in seguito alla vittoria di Aurangzeb venne riammessa alla sua corte con un ruolo di primo piano. Nadira era anche una mecenate delle arti e la curatrice dei dipinti di suo marito, il quale aveva un certo talento come pittore. A oggi, la raccolta di Nadira, salvata da Jahanara, si trova conservata in diversi musei indiani. 

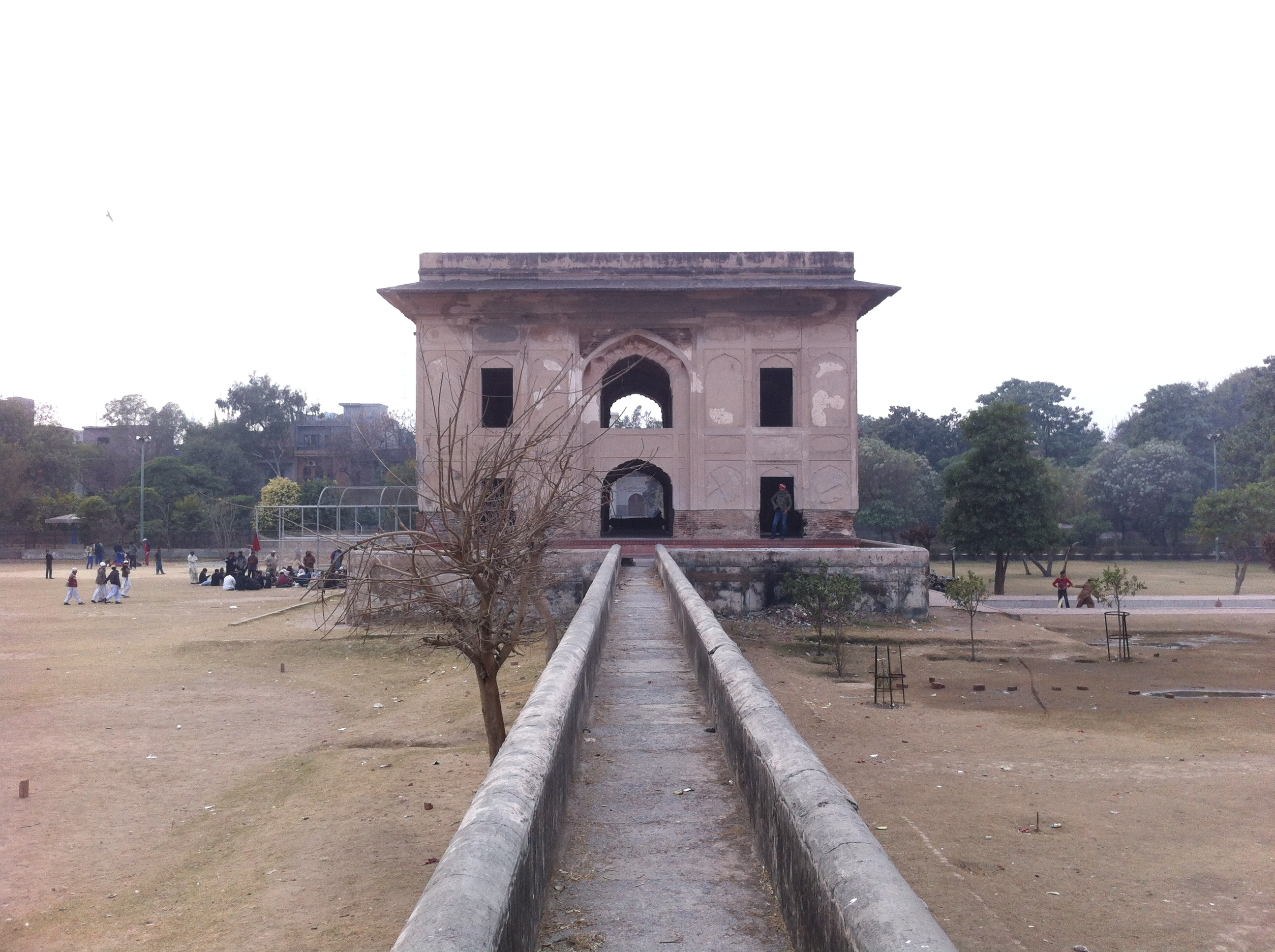
Mausoleo di Nadira Begum

Nadira morì di dissenteria il 6 giugno 1659, mentre col marito e i figli attraversava il passo Bolan, diretti in quello che oggi è il Pakistan. La sua morte svuotò suo marito di ogni energia e, rinunciando a combattere per il trono, fu catturato e ucciso da suo fratello tre mesi dopo. Nadira fu sepolta in un mausoleo a suo nome a Lahore accanto a quello del sufi Mian Mir, consigliere spirituale di Dara Shikoh, dove il feretro della principessa fu scortato da una guardia d'onore di soldati. Tuttavia, pare che il suo desiderio fosse essere sepolta nel sud dell'India, desiderio disatteso a causa dello status di fuggitivo di suo marito al momento della sua morte.  

## Discendenza
Dal suo matrimonio, Nadira Begum ebbe sette figli, quattro maschi e tre femmine:
- Sulaiman Shikoh (1635 - 1662), giustiziato da suo zio Aurangzeb;
- Mihr Shah (morto prima del 1659);
- Paknihad Banu Begum (morta prima del 1659);
- Amalunnissa Begum (morta prima del 1659);
- Mumtaz Shikoh (16 agosto 1643 - 6 dicembre 1647), nato ad Agra, morto bambino a Sirhind. Venne sepolto a Lahore;
- Sipihr Shikoh (1644 - 1708). A differenza di suo fratello, fu risparmiato da Aurangzeb, di cui sposò la figlia Zubdatunnissa Begum;
- Jahanzeb Banu Begum (morta nel 1705), nota anche come Jani Begum, ultimogenita della coppia.